# Келінешть (Вилча)
Келінешть, Келінешті (рум. Călinești) — село у повіті Вилча в Румунії. Адміністративно підпорядковане місту Брезой.
Село розташоване на відстані 175 км на північний захід від Бухареста, 30 км на північ від Римніку-Вилчі, 122 км на північ від Крайови, 107 км на захід від Брашова.

## Населення
За даними перепису населення 2002 року у селі проживала 491 особа, з них 490 осіб (99,8%) румунів. Рідною мовою 490 осіб (99,8%) назвали румунську.